# Ipolymagyari
Ipolymagyari (1899-ig Uhorszka, szlovákul: Uhorské) község Szlovákiában, a Besztercebányai kerületben, a Poltári járásban.

## Fekvése
Losonctól 20 km-re északkeletre, az Ipoly bal partján fekszik. Egykor Kiskorna és Várkút tartozott hozzá.

## Története
A falu valószínűleg még a 11. században keletkezett, eredeti neve Ugra volt. Első lakói a gyepüt őrző katonai segédnépek, határőrök voltak. Területén egykor kisebb vár is állott, melyet még a környék első szláv lakói emeltek az ellenséges támadások ellen. Ezt a várat a tatárok elpusztították, írott forrásban nem történik róla említés. A falut 1332-ben a pápai tizedjegyzékben „Vsgra" alakban említik először. Ekkor a község már önálló plébániával rendelkezett. 1435-ben Perényi István birtoka. 1454-ben a tizedjegyzék „Wgerska" alakban említi. 1490-ben Ráskay Balázs királyi tárnokmester birtoka. 1517-ben 10 jobbágytelekkel, 1 új valamint 1 romos házzal bírt és Ráskay István királyi tárnokmester a földesura. 1548-ban a Pethő család szerzi meg. 1554 és 1593 között az egész akkori Nógrád vármegyével együtt török uralom alatt állt. Lakói a század közepén a terjedő reformáció hatására felvették az evangélikus vallást. 1570-ben 4 jobbágytelek, 3 zsellérház és malom állt a faluban. 1588-ban 2 és 3/4 portával a Radvánszky család lett a birtokosa. 1625-ben mindössze 1 és 1/4 adózó portája volt. 1635-ben Bosnyák Tamás vásárol itt birtokot, majd a füleki uradalommal együtt 3/4 részben a Koháry és 1/4 részben a Szentiványi családé lesz. 1700-ban 19 jobbágy, 13 zsellércsalád él itt, emellett 7 elhagyott jobbágytelek található még a községben. A 18. században megindul a vas és rézbányászat, továbbá a fémfeldolgozás a területen. 1828-ban 94 házában 841 lakos élt. 1831-ben és 1873-ban kolera pusztított.
Vályi András szerint: „UHORSZKA. Tót falu Nógrád Várm. földes Urai Szent-Iványi, és több Uraságok, lakosai többfélék, fekszik Berzenczéhez nem meszsze, és annak filiája; határja középszerű."
Fényes Elek szerint: „Uhorszka, Nógrád m. tót falu, 90 kath., 796 evang., 9 zsidó lak. Evang. anyatemplom. Határa hegyes, völgyes és sovány. F. u. a Szentiványi család. Ut. p. Losoncz."
Nógrád vármegye monográfiája szerint: „Ipolymagyari. (Azelőtt Uhorszka.) Ipolymenti kisközség, körjegyzőséggel. Házainak száma 154, túlnyomóan tótajkú és evangélikus vallású lakosaié 835. Postája Ipolyróna, távíró- és vasúti állomása Ipolyszele. Az 1332-1337. évi pápai tizedjegyzékekben már előfordúl s így már akkor is az egyházas helyek közé tartozott. 1435-1454-ben a füleki vár tartozéka volt. 1548-ban Bebek Ferencz, 1598-ban Radvánszky Ferencz volt a földesura. 1616-ban Kosztolányi János volt itt birtokos, a ki itteni birtokait 1617-ben Bosnyák Tamásnak adta el. 1715-ben 12 magyar és hat tót, 1720-ban nyolcz magyar és hét tót háztartását vették fel. 1740-ben a gróf Koháry család, 1770-ben gróf Berchtold Antal, báró Mednyánszky Teréz, báró Révay László, Szent-Ivány Farkas, János és Mihály voltak az urai, ez utóbbiak később is. Az itteni evangélikus templom 1610-ben épült. 1831-ben és 1873-ban ezt a községet sem kerülte el a kolera. Ide tartozik: Czerina-puszta és Drávecz-patak."
A trianoni békeszerződésig Nógrád vármegye Losonci járásához tartozott.

## Népessége
| Év:            | 1994. | 2004.   | 2014.   | 2024.   |
| -------------- | ----- | ------- | ------- | ------- |
| Emberek száma: | 560   | 594     | 544     | 494     |
| Eltérés:       |       | +6,07 % | -8,41 % | -9,19 % |

| Év:            | 2023. | 2024.   |
| -------------- | ----- | ------- |
| Emberek száma: | 506   | 494     |
| Eltérés:       |       | -2,37 % |

1880-ban 799 lakosából 68 magyar és 704 szlovák anyanyelvű volt.
1890-ben 832 lakosából 35 magyar és 763 szlovák anyanyelvű volt.
1900-ban 836 lakosából 47 magyar és 722 szlovák anyanyelvű volt.
1910-ben 798 lakosából 74 magyar és 643 szlovák anyanyelvű volt.
1921-ben 802 lakosából 7 magyar és 794 csehszlovák volt.
1930-ban 814 lakosából 1 magyar és 678 csehszlovák volt.
1970-ben 735 lakosából 1 magyar és 733 szlovák volt.
1980-ban 620 lakosából 615 szlovák volt.
1991-ben 580 lakosából 6 magyar és 564 szlovák volt.
2001-ben 577 lakosából 4 magyar és 561 szlovák volt.
2011-ben 564 lakosából 2 magyar és 527 szlovák volt.
2021-ben 515 lakosából 4 (+1) magyar, 495 (+1) szlovák, (+1) cigány, 1 (+4) egyéb és 15 ismeretlen nemzetiségű volt.

## Neves személyek
- Itt nevelkedett gyermekkorában Krepuska Géza magyar orvos, egyetemi tanár, a modern magyar fülgyógyászat megalapítója.
- Itt született 1889-ben Szent-Ivány Farkas emlékíró.[7]
- Itt született 1891-ben Darvas János költő, újságíró, szerkesztő, műfordító.
- Itt hunyt el Bartholomaeides János László evangélikus lelkész, Nógrád megye táblabírája.

## Nevezetességei
- Evangélikus temploma a 17. századi régi templom helyén, 1781-ben épült klasszicista stílusban, 1906-ban új boltozatot kapott.
- Klasszicista kúria a 19. század elejéről.

## Külső hivatkozások
- Hivatalos oldal
- Községinfó
- Ipolymagyari Szlovákia térképén
- A falu története (szlovákul)
- E-obce.sk Archiválva 2008. január 31-i dátummal a Wayback Machine-ben